# Rude Awakening
Rude Awakening er et dobbelt livealbum fra thrash metal-bandet Megadeth. Det blev indspillet i november 2001 under to næsten identiske koncerter i Austin, Texas og Phoenix, Arizona, USA, og udgivet i 2002.

## Spor

### Cd 1
1. "Dread and the Fugitive Mind" – (4:12)
2. "Kill the King" – (3:50)
3. "Wake Up Dead" – (3:26)
4. "In My Darkest Hour" – (5:28)
5. "Angry Again" – (3:22)
6. "She-Wolf" – (8:17)
7. "Reckoning Day" – (4:24)
8. "Devil's Island" – (5:06)
9. "Train of Consequences" – (4:30)
10. "A Tout le Monde" – (4:49)
11. "Burning Bridges" – (4:56)
12. "Hangar 18" – (4:45)
13. "Return to Hangar" – (3:54)
14. "Hook in Mouth" – (4:40)

### Cd 2
1. "Almost Honest" – (3:57)
2. "1000 Times Goodbye" – (6:14)
3. "Mechanix" – (4:36)
4. "Tornado of Souls" – (5:47)
5. "Ashes in Your Mouth" – (6:04)
6. "Sweating Bullets" – (4:38)
7. "Trust" – (6:46)
8. "Symphony of Destruction" – (4:50)
9. "Peace Sells" – (5:22)
10. "Holy Wars" – (8:51)